# Oethecoctonus rufus
Oethecoctonus rufus är en stekelart som först beskrevs av Jean-Jacques Kieffer 1910.  Oethecoctonus rufus ingår i släktet Oethecoctonus och familjen Scelionidae. Inga underarter finns listade i Catalogue of Life.